# گمینا وارنگتسه
گمینا وارنگتسه (به لهستانی:  Gmina Warnice) یک گمینا در لهستان است که در شهرستان پژتسه واقع شده‌است. گمینا وارنگتسه ۸۵٫۸۶ کیلومتر مربع مساحت و ۳٬۵۸۸ نفر جمعیت دارد.